# Triunfo Dorado
Triunfo Dorado ist eine Parroquia rural („ländliches Kirchspiel“) im Kanton Centinela del Cóndor der ecuadorianischen Provinz Zamora Chinchipe. Sitz der Verwaltung ist die Ortschaft El Dorado. Die Parroquia besitzt eine Fläche von etwa 45 km². Die Einwohnerzahl lag beim Zensus 2010 bei 2121. Das Gebiet wurde am 21. November 2011 aus der Parroquia Zumbi herausgelöst und bildet seitdem eine eigenständige Parroquia. Die Parroquia besteht aus folgenden 10 Barrios: El Dorado (818 Einwohner), Tuntiak (474 Einwohner), EL Triunfo (201 Einwohner), El Panecillo (153 Einwohner), Santa Lucía (132 Einwohner), Los Limones (116 Einwohner), El Placer, Brisas del Nangaritza, San Gregorio und Loma Seca.

## Lage
Die Parroquia Triunfo Dorado liegt an der Ostflanke der Cordillera Real im Südosten von Ecuador. Das Areal erstreckt sich entlang dem Westufer des Río Nangaritza. Der Hauptort El Dorado liegt auf einer Höhe von 860 m etwa 9 km nordöstlich des Kantonshauptortes Zumbi. Eine Nebenstraße führt von Zumbi über El Dorado nach Paquisha. Nahe El Dorado zweigt eine etwa 15 km lange Nebenstraße nach Süden ab und führt nach Guayzimi.
Das Verwaltungsgebiet liegt in Höhen zwischen 812 m und 1740 m. Es hat eine Längsausdehnung in Nord-Süd-Richtung von 10 km. Es grenzt im Norden an den Kanton Yantzaza, im Osten an den Kanton Paquisha sowie im Süden und im Westen an die Parroquia Zumbi.